# Liberdade dourada
Liberdade dourada (latim: Aurea Libertas; polonês: Złota Wolność, algumas vezes empregado no plural: este fenômeno pode também se apresentar  como  "Liberdades douradas," "Democracia dos nobres" ou "Comunidade dos nobres" — polonês: Rzeczpospolita Szlachecka) refere-se a um único sistema político aristocrático no Reino da Polônia e mais tarde, depois da União de Lublin (1569), na República das Duas Nações. Sob aquele sistema, todos os nobres (szlachta) eram iguais e gozavam de amplos direitos e privilégios. O szlachta controlou a legislatura (Sejm — o parlamento) polonês e a República das Duas Nações elegendo os reis.
- Nihil novi (1505).
- Pacta conventa e Artigos do Rei Henrique (1573).
- Szlachta história e privilégios políticos.
- Sejm do Reino da Polônia e a República das Duas Nações.
- Organização e política da República das Duas Nações.

A "Liberdade dourada" distinguiu a Polônia e foi uma única exceção em um período onde o absolutismo era desenvolvido nos principais países da Europa do leste a oeste. A liberdade, mesmo que gozada apenas por uma única classe social  — a szlachta — era um direito quase desconhecido em qualquer outra parte da Europa, onde os monarcas detinham o poder de vida e morte sobre todos seus cidadãos. Contudo, o excesso de Liberdade dourada resultou no enfraquecimento do governo central  —  uma fraqueza que possibilitou aos vizinhos da República das Duas Nações paralisar a política, levá-la à beira da anarquia, e anexar o país impotente no século XVIII nas chamadas partições da Polônia.